# Justiniano Montaña
Justiniano Montaña (Bogotá, Cundinamarca, Colombia; 27 de mayo de 1937 - 8 de enero de 2018) fue un futbolista colombiano que se desempeñó como arquero y jugó toda su carrera en Independiente Santa Fe de su ciudad natal, club con el que fue campeón del Fútbol Profesional Colombiano en el año 1966. Su hermano Luis Montaña también fue futbolista profesional y jugó con Santa Fe en el año 1962.

## Trayectoria

### Inicios
Justiniano Montaña nació en la ciudad de Bogotá, capital de Colombia. Empezó a jugar fútbol a corta edad, y siendo un adolescente entró a las divisiones inferiores de Independiente Santa Fe, club de su ciudad natal.  

### Independiente Santa Fe
Luego de haber jugado en las divisiones inferiores, Justiniano subió a la nómina profesional y debutó en el año 1961. En su primer año como profesional, jugó algunos partidos. En 1962 jugó más partidos; y a partir del año 1963 se hizo un lugar en el once titular. En ese año (1963), ayudó a que el equipo cardenal tuviera una buena temporada. En 1964, hubo varios cambios de entrenador en el equipo, pero Justiniano se mantuvo como el arquero titular. En 1965, casi no jugó; y en el año 1966 gana su primer título como profesional cuando Santa Fe se coronó campeón del Fútbol Profesional Colombiano por cuarta vez en su historia. A finales de ese año, Justiniano se retiró del fútbol profesional después de haber jugado por 7 años en Independiente Santa Fe, club con el cual tapó en 80 partidos y ganó un título.

## El fútbol en su familia
Justiniano no fue el único futbolista profesional en su familia, ya que su hermano Luis Montaña también jugó con Independiente Santa Fe en el año 1962.

## Clubes
| Club                        | País     | Año       |
| --------------------------- | -------- | --------- |
| Club Independiente Santa Fe | Colombia | 1961-1966 |

## Palmarés

### Campeonatos nacionales
| Título           | Club     | País     | Año  |
| ---------------- | -------- | -------- | ---- |
| Primera División | Santa Fe | Colombia | 1966 |